# Сари

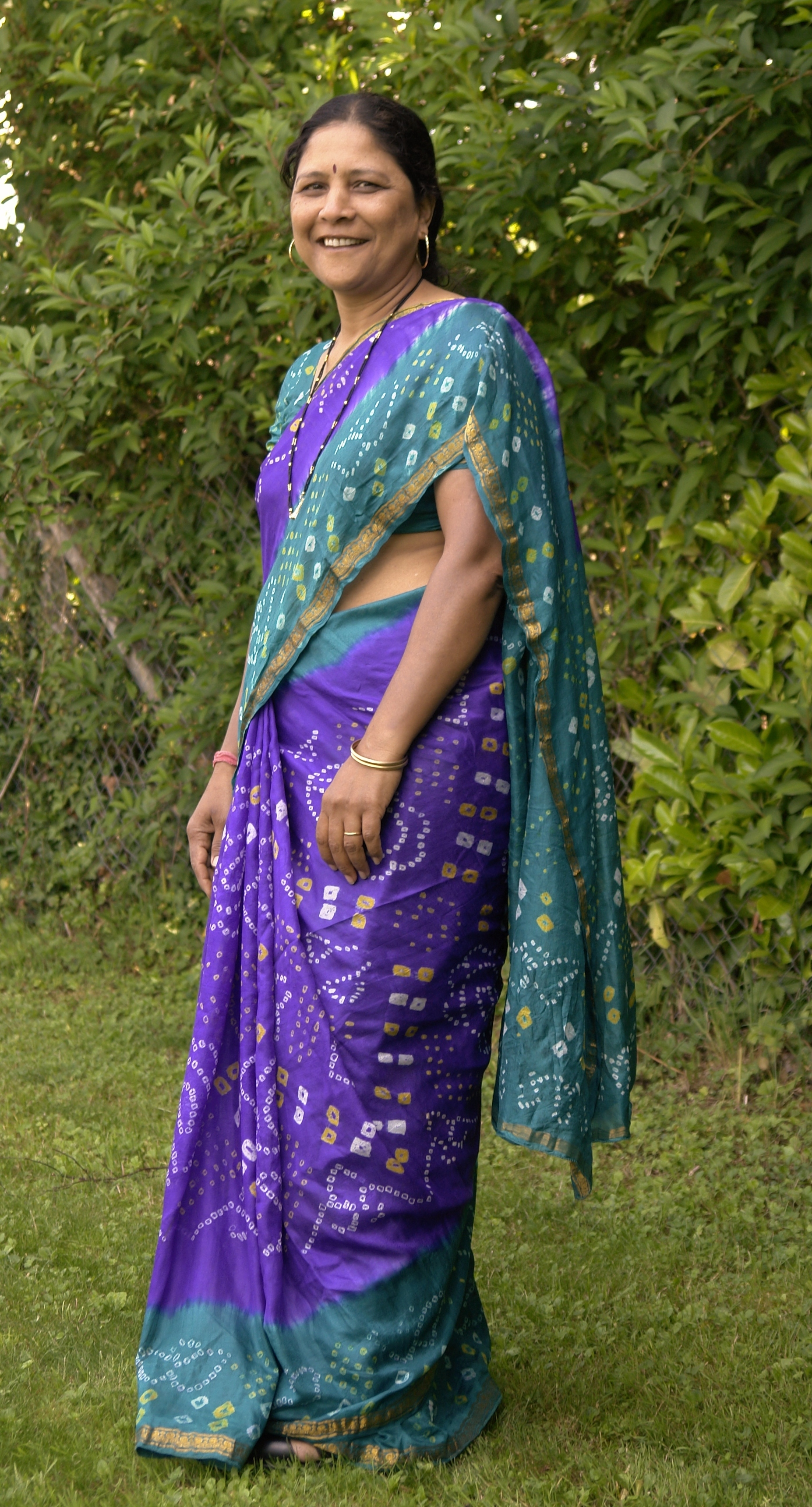

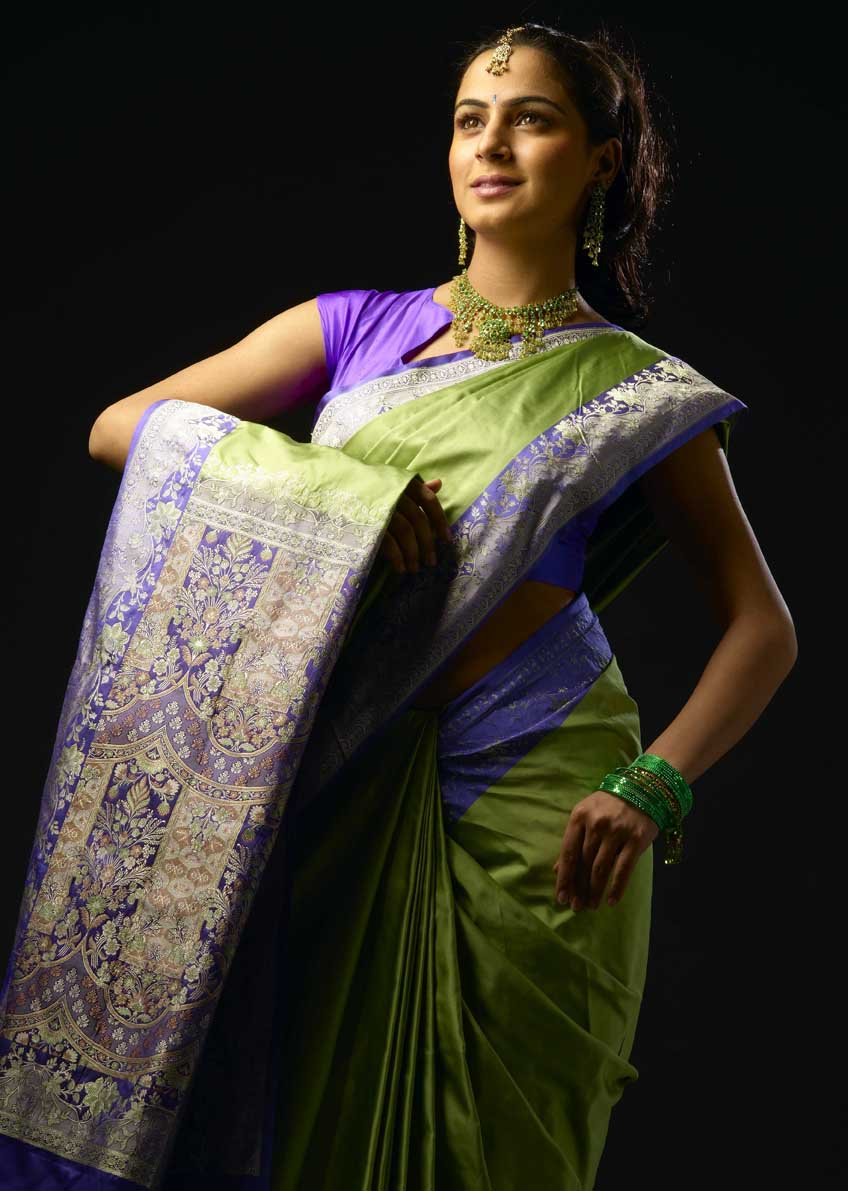

Са́ри — традиционная женская одежда на Индийском субконтиненте, представляющая собой ткань длиной от 4,5 до 9 метров, шириной до 1,2 метра, особым образом обёрнутую вокруг тела. Носится сари с блузой, известной как чоли или равика, и нижней юбкой (павада/павадаи на юге, и шайя в восточной Индии). Самый распространенный стиль ношения сари — ниви, когда один конец два раза обёртывается вокруг бёдер, драпируя ноги, а верхний край укрепляется на тугом пояске нижней юбки и затем перебрасывается через одно плечо. На улице женщины обычно накидывают свободный конец сари (паллу) на голову, как шаль.
В традиционной Индии материал, из которого сделано сари, зависел от социального и материального положения женщины, но сам способ носить его был единым для данной местности.

## Происхождения и история
В индийских легендах ткань олицетворяет создание Вселенной. «Сутра» (нить) является основой, а «сутрадхара» (ткач) — создателем или творцом Вселенной. Само слово сари произошло от пракритского слова саттика. На санскрите «сати» означает полоска ткани.
История индийской одежды глубоко уходит корнями в историю Индской цивилизации которая процветала в 2800—1800 годах до нашей эры на территории современных Индии (Гуджарат, Харьяна и Раджастхан) и Пакистана (провинции Синд и Пенджаб). Самое раннее известное описание сари на индийском субконтиненте — статуя жреца долины Инда, одетого в драпированую ткань.
Некоторые историки костюма полагают, что мужское дхоти (самая древняя индийская драпируемая одежда) предшествовало сари. До XIV века дхоти носилось как мужчинами, так и женщинами.
Скульптуры Гандхары (I—VI век н. э.), изображают богинь и танцовщиц, одетых в подобие набедренной повязки, которая свободно ниспадает, закрывая ноги, а спереди уложена складками. Выше талии тело остается обнаженным.
Из таких письменных источников как «Рамаяна» и «Махабхарата» известно, что ежедневный костюм как мужчин так и женщин состоял из дхоти или лунги (саронг), драпировавшей ноги, и покрывала, которым закрывали плечи или набрасывали на голову. Сари состоящее из одного куска ткани — более позднее нововведение. Только с IV века н. э. формируются некие правила ношения дхоти и сари, появляются элементы отличия между мужской и женской одеждой, а также в костюме начинают выделяться региональные типы. В основе своей сари остается почти неизменным, на протяжении многих тысячелетий.
Предметом особого спора является история чоли, и нижней юбки. Некоторые исследователи заявляют, что они были неизвестны вплоть до колонизации Индии британцами, и что эти детали костюма были введены, дабы удовлетворить викторианские требования скромности. Ранее женщины носили только одно драпируемое полотно и небрежно выставляли грудь. Другие историки указывают много текстовых и художественных свидетельств существования различных форм нагрудных повязок, платков и покрывал.
До XX века в Южной Индии женщины многих племен носили только сари и оставляли открытой верхнюю часть тела. Даже сегодня, женщины в некоторых сельских областях не носят чоли.